# Xylopteryx versicolor
Xylopteryx versicolor là một loài bướm đêm trong họ Geometridae.